# Hieracium hasticum
Hieracium hasticum es una especie de planta con flor del género Hieracium, de la familia Asteraceae, orden Asterales.

## Distribución
Hieracium hasticum se distribuye por Suecia.

## Taxonomía
Fue descrita científicamente por Johanss.
Tratamiento taxonómico
La especie aparece registrada y publicada en Ark. Bot.